# Línea M-122 (Área de Málaga)
La línea M-122 es una ruta de transporte público en autobús del Consorcio de Transporte Metropolitano del Área de Málaga. Une la estación de autobuses de Fuengirola con el centro de Mijas Pueblo. 
Según datos de 2005, es la segunda línea más utilizada de las que pasan por el municipio de Mijas. No obstante, el servicio se presta con sólo dos autobuses.
La ruta parte de la estación de autobuses de Fuengirola y recorre la Avenida Alcalde Clemente Díaz Ruiz hasta el barrio de Las Cañadas, donde continua por la A-387 hasta Mijas Pueblo, realizando paradas junto a las urbanizaciones de El Lagarejo, Las Yucas, Peña Blanquilla y otros puntos de la carretera. En Mijas Pueblo penetra por la Avenida de Méjico hasta la calle Virgen de la Peña, donde termina la ruta. 

## Detalles de la línea
| Líneas interurbanas | Líneas interurbanas | Líneas interurbanas  | Líneas interurbanas |
| Línea               | Trayecto            | Recorrido y Horarios | Plano               |
| ------------------- | ------------------- | -------------------- | ------------------- |
| M-122               | Mijas-Fuengirola    | Recorrido y Horarios | Plano               |